# Collegio uninominale Campania 1 - 11
Il collegio elettorale uninominale Campania 1 - 11 è stato un collegio elettorale uninominale della Repubblica Italiana per l'elezione della Camera dei deputati tra il 2017 ed il 2022.

## Territorio
Come previsto dalla legge elettorale italiana del 2017, il collegio era stato definito tramite decreto legislativo all'interno della circoscrizione Campania 1.
Era formato dal territorio di 7 comuni: Boscoreale, Boscotrecase, Ercolano, Pompei,  Torre Annunziata, Torre del Greco e Trecase.
Il collegio era quindi interamente compreso nella città metropolitana di Napoli.
Il collegio era parte del collegio plurinominale Campania 1 - 03.

## Eletti
| Elezione | Elezione | Deputato    | Partito            |
| -------- | -------- | ----------- | ------------------ |
|          | 2018     | Luigi Gallo | Movimento 5 Stelle |

## Dati elettorali

### XVIII legislatura
Come previsto dalla legge elettorale, 232 deputati erano eletti con sistema a maggioranza relativa in altrettanti collegi uninominali a turno unico.
| Candidati              | Candidati                | Voti    | %     | Liste                               | Voti    | %     |
| ---------------------- | ------------------------ | ------- | ----- | ----------------------------------- | ------- | ----- |
|                        | Luigi Gallo ✔️ Eletto    | 68 104  | 54,38 | Movimento 5 Stelle                  | 68 104  | 54,38 |
|                        | Gianluca Cantalamessa    | 30 886  | 24,66 | Forza Italia                        | 22 397  | 17,88 |
| Lega                   | Gianluca Cantalamessa    | 30 886  | 24,66 | 3 481                               | 2,78    |       |
| Fratelli d'Italia      | Gianluca Cantalamessa    | 30 886  | 24,66 | 3 313                               | 2,65    |       |
| Noi con l'Italia - UDC | Gianluca Cantalamessa    | 30 886  | 24,66 | 1 695                               | 1,35    |       |
|                        | Teresa Armato            | 18 325  | 14,63 | Partito Democratico                 | 16 378  | 13,08 |
| +Europa                | Teresa Armato            | 18 325  | 14,63 | 1 279                               | 1,02    |       |
| Civica Popolare        | Teresa Armato            | 18 325  | 14,63 | 395                                 | 0,32    |       |
| Italia Europa Insieme  | Teresa Armato            | 18 325  | 14,63 | 273                                 | 0,22    |       |
|                        | Maria Grazia Campaniello | 3 021   | 2,41  | Liberi e Uguali                     | 3 021   | 2,41  |
|                        | Antonio Cirillo          | 1 729   | 1,38  | Partito Repubblicano Italiano - ALA | 1 729   | 1,38  |
|                        | Teodoro Scardamaglio     | 1 333   | 1,06  | Potere al Popolo!                   | 1 333   | 1,06  |
|                        | Joseph Spina             | 609     | 0,49  | Il Popolo della Famiglia            | 609     | 0,49  |
|                        | Teodosio Marzano         | 556     | 0,44  | Italia agli Italiani                | 556     | 0,44  |
|                        | Ferdinando Raiola        | 531     | 0,42  | CasaPound                           | 531     | 0,42  |
|                        | Corrado Santamaria       | 147     | 0,12  | Per una Sinistra Rivoluzionaria     | 147     | 0,12  |
| Totale                 | Totale                   | 125 241 | 100   |                                     | 125 241 | 100   |
|                        |                          |         |       |                                     |         |       |
| Voti non validi        | Voti non validi          | 3 504   | 2,72  |                                     |         |       |
| Votanti                | Votanti                  | 128 745 | 64,67 |                                     |         |       |
| Elettori               | Elettori                 | 199 085 |       |                                     |         |       |